# 中国共产党第十九届中央委员会第五次全体会议
中國共產黨第十九屆中央委員會第五次全體會議（簡稱中共十九屆五中全會）於2020年10月26至29日在北京京西賓館召開（位於北京市海淀區羊坊店路1號），全會由中共中央政治局主持。會議的主要議程是，讨论中共中央關於制定國民經濟和社會發展第十四個五年規劃和2035年遠景目標的建議。

## 会议内容

### 26日上午：第一次全体会议
听取和讨论中共中央总书记习近平代表中共中央政治局向十九届中央委员会作的工作报告，並就《中共中央关于制定国民经济和社会发展第十四个五年规划和二〇三五年远景目标的建议》（讨论稿）作出说明，習近平指出：考虑到目前仍是全面建成小康社会进行时，建议稿表述为“决胜全面建成小康社会取得决定性成就”。明年（2021年）上半年党中央将对全面建成小康社会进行系统评估和总结，然后正式宣布中国全面建成小康社会。

### 26日下午至29日上午：分组讨论
与会代表分成10个小组进行分组讨论，出席会议的198名中央委员中189人发言，166名候补中央委员全部发言，153名列席人员中151人发言。与会代表共提出修改意见290余条。文件起草组根据上述意见，对建议稿作出31处修改。
28日晚，习近平主持召开中央政治局常委会会议，审议建议修改稿。29日上午，建议修改稿再次提交全会讨论。文件起草组吸收与会代表新的意见建议，又对建议稿作出修改，最终形成建议表决稿。

### 29日下午：第二次全体会议
审议通过：
- 《中共中央关于制定国民经济和社会发展第十四个五年规划和二〇三五年远景目标的建议》
- 《中国共产党第十九届中央委员会第五次全体会议公报》

| 表决主题                                                                     | 赞成票 | 反对票 | 弃权 | 出席代表通过率 | 法定通過率 |
| ---------------------------------------------------------------------------- | ------ | ------ | ---- | -------------- | ---------- |
| 中共中央关于制定国民经济和社会发展第十四个五年规划和二〇三五年远景目标的建议 | 198票  | 0票    | 0票  | 100%           | 97.06%     |
| 中国共产党第十九届中央委员会第五次全体会议公报                               | 198票  | 0票    | 0票  | 100%           | 97.06%     |

## 会议成果

### 理论更新
“四个全面”战略布局中的“全面建成小康社会”，更改为“全面建设社会主义现代化国家”。

### 2035远景目标
- 经济实力、科技实力、综合国力将大幅跃升，经济总量和城乡居民人均收入将再迈上新的大台阶，关键核心技术实现重大突破，进入创新型国家前列。
- 基本实现新型工业化、信息化、城镇化、农业现代化，建成现代化经济体系。
- 基本实现国家治理体系和治理能力现代化，人民平等参与、平等发展权利得到充分保障，基本建成法治国家、法治政府、法治社会。
- 建成文化强国、教育强国、人才强国、体育强国、健康中国，国民素质和社会文明程度达到新高度，国家文化软实力显著增强。
- 广泛形成绿色生产生活方式，碳排放达峰后稳中有降，生态环境根本好转，美丽中国建设目标基本实现。
- 形成对外开放新格局，参与国际经济合作和竞争新优势明显增强。
- 人均国内生产总值达到中等发达国家水平，中等收入群体显著扩大，基本公共服务实现均等化，城乡区域发展差距和居民生活水平差距显著缩小[7][8]。
- 平安中国建设达到更高水平，基本实现国防和军队现代化
- 人民生活更加美好，人的全面发展、全体人民共同富裕取得更为明显的实质性进展。

### 经济建设
- 坚持创新在现代化建设全局中的核心地位，强化国家战略科技力量，提升企业技术创新能力，激发人才创新活力，完善科技创新体制机制。
- 加快发展现代产业体系，把发展经济着力点放在实体经济上。
- 形成强大国内市场，构建新发展格局。
- 全面深化改革，构建高水平社会主义市场经济体制。
- 优先发展农业农村，全面推进乡村振兴。
- 优化国土空间布局，推进区域协调发展和新型城镇化。
- 推动绿色发展，促进人与自然和谐共生。

### 文化社会建设
- 繁荣发展文化事业和文化产业，提高国家文化软实力。
- 坚持马克思主义在意识形态领域的指导地位，坚定文化自信，推进社会主义文化强国建设。
- 要提高社会文明程度，提升公共文化服务水平，健全现代文化产业体系。
- 改善人民生活品质，提高社会建设水平。健全基本公共服务体系，完善共建共治共享的社会治理制度，扎实推动共同富裕。
- 提高人民收入水平，强化就业优先政策，建设高质量教育体系，健全多层次社会保障体系，全面推进健康中国建设，实施积极应对人口老龄化国家战略，加强和创新社会治理。

### 对外开放与国家安全
- 实行高水平对外开放，开拓合作共赢新局面。
- 建设更高水平开放型经济新体制，全面提高对外开放水平，推动贸易和投资自由化便利化，推进贸易创新发展，推动共建“一带一路”高质量发展，积极参与全球经济治理体系改革。
- 统筹发展和安全，建设更高水平的平安中国。坚持总体国家安全观，把安全发展贯穿国家发展各领域和全过程。
- 防范和化解影响我国现代化进程的各种风险，筑牢国家安全屏障。
- 加强国家安全体系和能力建设，确保国家经济安全，保障人民生命安全，维护社会稳定和安全。
- 加快国防和军队现代化，实现富国和强军相统一。确保2027年实现建军百年奋斗目标。
- 提高国防和军队现代化质量效益，促进国防实力和经济实力同步提升，构建一体化国家战略体系和能力。
- 推动重点区域、重点领域、新兴领域协调发展，优化国防科技工业布局，巩固军政军民团结。

### 保障机制
- 加强党中央集中统一领导，推进社会主义政治建设，健全规划制定和落实机制。
- 保持香港、澳门长期繁荣稳定，推进两岸关系和平发展和祖国统一。
- 高举和平、发展、合作、共赢旗帜，积极营造良好外部环境，推动构建新型国际关系和人类命运共同体[9]。

## 新闻发布会
10月30日上午，举行首场中共中央新闻发布会。

## 會後
會議結束後，中央宣讲团赴各地宣讲十九届五中全会精神。11月9日，中共中央对外联络部为他國驻中國使节举办十九届五中全会精神吹风会，包括60多位驻华大使在内的100多个国家的高级外交官出席。11月12日，中共中央对外联络部又为在北京的它国商会和跨国企业代表举办十九届五中全会精神专场宣介会，包括来自美国、德国、英国、法国、日本等國家的100多位机构和企业代表出席。2021年1月11日至1月14日期間，省部级主要领导干部学习贯彻党的十九届五中全会精神专题研讨班在中共中央党校开班，参会人员为中华人民共和国各省部级领导干部。

## 评价
- BBC在解读中共五中全会的进程，并对《中共中央关于制定国民经济和社会发展第十四个五年规划和二〇三五年远景目标的建议》进行分析[15]，就其中的“到2035年人均国内生产总值达到中等发达国家水平”的目标与超越美国进行了分析[16]。
- 法广也对中共五中全会进行分析，并分析本届会议并没有透露任何中共下届接班人的信息[17]。
- 趙紫陽秘書鲍彤在自由亞洲電台撰文，表示读不懂公报许多深奥的全面的重要的原理，只读懂了「到二〇三五年基本建成法治国家、法治政府、法治社会」。他認為这次五中全会认定，五年前承诺「2020年基本建成法治政府」已经落空，从现在起到到二〇三五年以前，中国仍将基本上没有建成法治政府，没有能力实施宪法，做不到「法律面前人人平等」[18]。
- 中華民國总统蔡英文表示，愿在符合对等尊严的原则下，共同促成两岸之间有意义的对话[19]。